# Alder (cratera)
Alder é uma cratera que se localiza no hemisfério sul do lado negro da Lua. Ela se localiza na Bacia Aitken do Pólo Sul, e se localiza a sudoeste da cratera Von Kármán. A sudeste de Alder está Bose, e a sul-sudoeste fica Boyle.
A parede interna de Alder é rude e levemente terraçada, com o material espalhado através dos limites do relativamente plano solo interior. Há várias serranias centrais baixas localizadas ao longo de uma listra do ponto-médio à borda leste. Uma pequena cratera se localiza nas inclinações da borda leste. A cratera é livre de impactos significantes com a borda.
Alder se associa com a única área da bacia não dominada por rochas de piroxena típicas das terras baixas da Lua. Esse área de dejetos de Alder está em evidência espectrográfica no lugar principalmente de rochas anortosito, típicas das regiões altas da lua.

## Crateras-Satélite
Por  convenção essas formações são identificadas em mapas lunares por posicionamento da letra no local do ponto médio da cratera que é mais próximo de Alder.
| Alder | Latitude | Longitude | Diâmetro |
| ----- | -------- | --------- | -------- |
| E     | 47.6° S  | 172.3° W  | 16 km    |

### Obras em língua portuguesa
- Freitas Mourão, Ronaldo Rogério de (2008). Dicionário Enciclopédico de Astronomia e Astronáutica. Lexicon. ISBN 9788586368356

### Obras em língua inglesa
- Andersson, L. E.; Whitaker, E. A., (1982). NASA Catalogue of Lunar Nomenclature. [S.l.]: NASA RP-1097
- Blue, Jennifer (25 de julho de 2007). «Gazetteer of Planetary Nomenclature». USGS. Consultado em 5 de agosto de 2007
- B. Bussey; P. Spudis (2004). The Clementine Atlas of the Moon. New York: Cambridge University Press. ISBN 0-521-81528-2
- Cocks, Elijah E.; Cocks, Josiah C. (1995). Who's Who on the Moon: A Biographical Dictionary of Lunar Nomenclature. [S.l.]: Tudor Publishers. ISBN 0-936389-27-3
- McDowell, Jonathan (15 de julho de 2007). Lunar Nomenclature (Relatório). Jonathan's Space Report. Consultado em 24 de outubro de 2007
- Menzel, D. H.; Minnaert, M.; Levin, B.; Dollfus, A.; Bell, B. (1971). «Report on Lunar Nomenclature by The Working Group of Commission 17 of the IAU». Space Science Reviews. 12. 136 páginas
- Moore, Patrick (2001). On the Moon. [S.l.]: Sterling Publishing Co. ISBN 0-304-35469-4
- Price, Fred W. (1988). The Moon Observer's Handbook. [S.l.]: Cambridge University Press. ISBN 0521335000
- Rükl, Antonín (1990). Atlas of the Moon. [S.l.]: Kalmbach Books. ISBN 0-913135-17-8
- Webb, Rev. T. W. (1962). Celestial Objects for Common Telescopes 6th revision ed. [S.l.]: Dover. ISBN 0-486-20917-2
- Whitaker, Ewen A. (1999). Mapping and Naming the Moon. [S.l.]: Cambridge University Press. ISBN 0-521-62248-4
- Wlasuk, Peter T. (2000). Observing the Moon. [S.l.]: Springer. ISBN 1852331933

## Ligações Externas
- Taylor, G. J. (julho de 1998). «The Biggest Hole in the Solar System». Planetary Science Research Discoveries. Consultado em 25 de julho de 2007 (This article on South Pole-Aitken (SPA) basin mentions Alder crater.)